# Badeni járás
A Badeni járás (németül Bezirk Baden) Ausztriában, Alsó-Ausztria tartományban található. Badeni járás Mödlingi, Sankt Pölten-Land, Lilienfeldi, Bécsújhelyvidéki, Kismartoni és Bruck an der Leitha-i járásokkal határos. Lakosainak száma 146 203 fő (2019. január 1.).

## A járáshoz tartozó települések

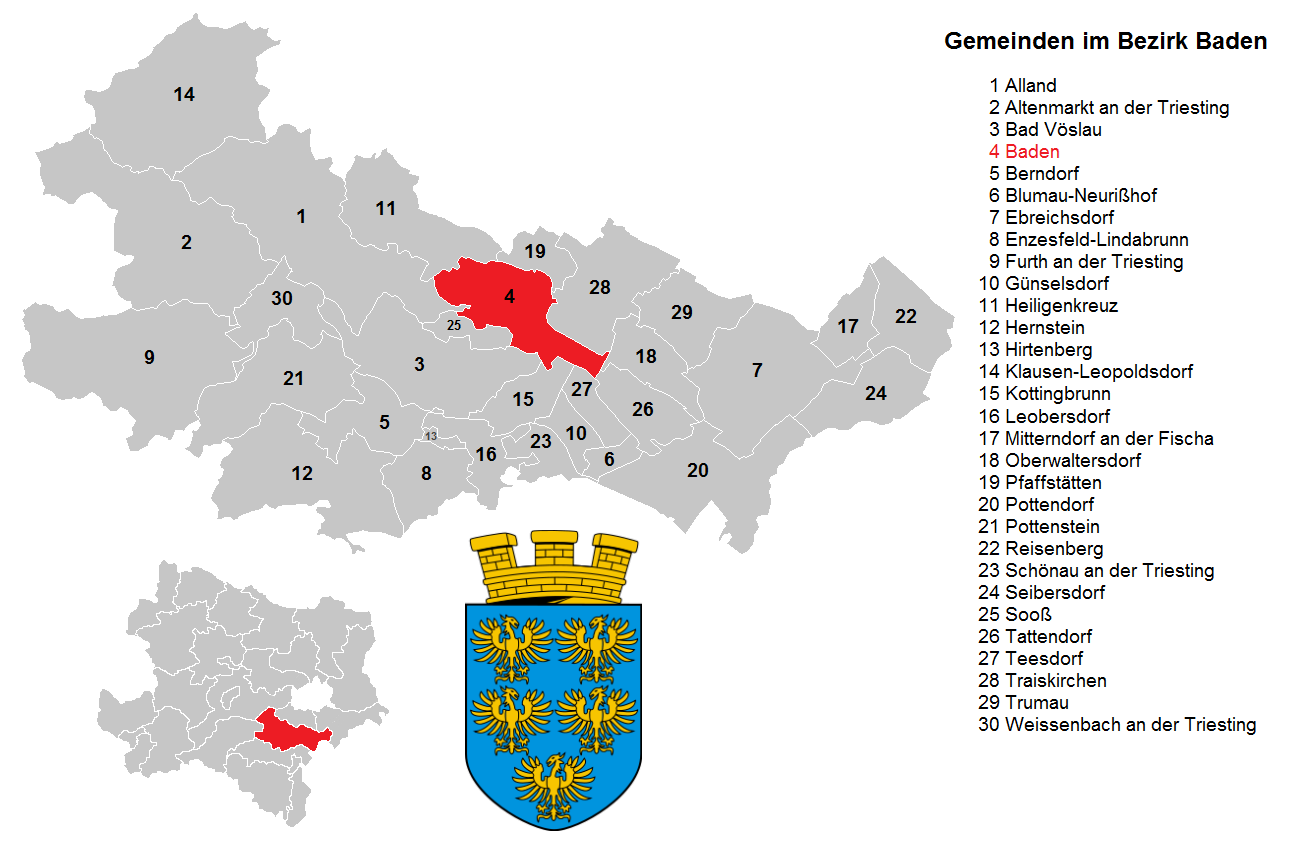
A Badeni járás községei

| Település                                  | Címer | Helyjelölő térkép | Terület                                                          |
| ------------------------------------------ | ----- | ----------------- | ---------------------------------------------------------------- |
| Alland                                     |       |                   |                                                                  |
| Altenmarkt an der Triesting                |       |                   |                                                                  |
| Bad Vöslau                                 |       |                   | Großau Gainfarn                                                  |
| Baden bei Wien                             |       |                   |                                                                  |
| Berndorf                                   |       |                   | St. Veit an der Triesting Ödlitz Veitsau                         |
| Bischofsmütze                              |       |                   |                                                                  |
| Blumau-Neurißhof                           |       |                   |                                                                  |
| Ebreichsdorf                               |       |                   |                                                                  |
| Enzesfeld-Lindabrunn                       |       |                   |                                                                  |
| Furth an der Triesting                     |       |                   |                                                                  |
| Günselsdorf                                |       |                   |                                                                  |
| Heiligenkreuz                              |       |                   |                                                                  |
| Hernstein                                  |       |                   | Hernstein Pöllau Neusiedl Grillenberg Steinhof Veitsau Kleinfeld |
| Hirtenberg                                 |       |                   |                                                                  |
| Q667753                                    |       |                   |                                                                  |
| Kottingbrunn                               |       |                   |                                                                  |
| Leobersdorf                                |       |                   |                                                                  |
| Massenkarambolage auf der Südautobahn 1989 |       |                   |                                                                  |
| Mitterberg                                 |       |                   |                                                                  |
| Mitterndorf an der Fischa                  |       |                   |                                                                  |
| Oberwaltersdorf                            |       |                   |                                                                  |
| Pfaffstätten                               |       |                   |                                                                  |
| Pottendorf                                 |       |                   |                                                                  |
| Pottenstein                                |       |                   |                                                                  |
| Reisenberg                                 |       |                   |                                                                  |
| Schönau an der Triesting                   |       |                   |                                                                  |
| Seibersdorf                                |       |                   |                                                                  |
| Sooß                                       |       |                   |                                                                  |
| Statues of John of Nepomuk in Bezirk Baden |       |                   |                                                                  |
| Q876253                                    |       |                   |                                                                  |
| Teesdorf                                   |       |                   |                                                                  |
| Traiskirchen                               |       |                   |                                                                  |
| Trumau                                     |       |                   |                                                                  |
| Q617047                                    |       |                   |                                                                  |